# Centro Direzionale di Milano
El Centro Direzionale di Milano (en español: Centro de Negocios de Milán) es un barrio terciario situado al norte del centro de la ciudad de Milán, Italia, entre las dos importantes estaciones Central y Garibaldi. Administrativamente está incluido en la zona 9 (Affori, Porta Nuova, Niguarda, Bovisa, Fulvio Testi). Coincide casi totalmente con la extensión del Centro Direzionale propuesto en el plano regulador de 1953, pero nunca realizado completamente.

## Historia

Esquema del Centro Direzionale y los ejes previstos en el PRG de 1953

El Centro Direzionale di Milano se propuso en el plano regulador de 1953 como respuesta a la continua terciarización del centro histórico y a los problemas de congestión del tráfico. Se ubicó entre la Estación Central y la futura Estación de Porta Garibaldi, que se construiría tras la demolición de la Stazione di Porta Nuova. Il Centro Direzionale nació, según las ideas de la época, como el nuevo "centro" no solo de Milán y de su área metropolitana, sino también de toda la Lombardía, en cuanto estaría situado en el cruce de dos ejes viarios, verdaderas autopistas urbanas, nunca construidas, que habrían cortado la ciudad, una línea del metro (la actual M2), una nueva estación de trenes (Porta Garibaldi FS) unida a todas las líneas regionales de Ferrovie dello Stato, y las nunca realizadas Linee celeri della Brianza. La construcción de estas infraestructuras habría hecho máxima la comunicación tanto a escala urbana, como metropolitana y regional.

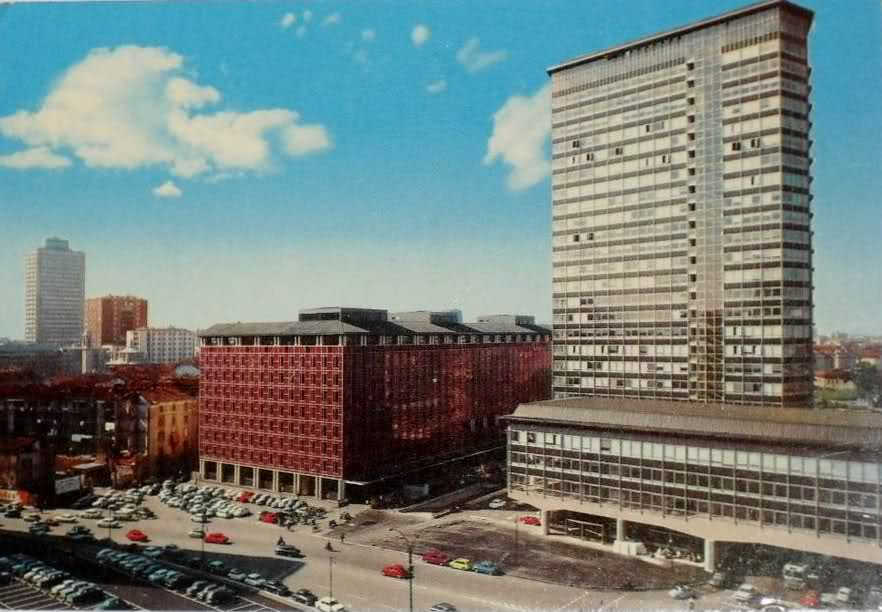
La Torre Servizi Tecnici Comunali; al fondo a izquierda la Torre Breda (años sesenta)

El espacio para el Centro Direzionale di Milano se conseguiría además del desmantelamiento de la Estación de Porta Nuova, con la demolición de manzanas enteras y partes de barrios situados en las zonas designadas por el plano. Al mismo tiempo que la construcción del nuevo barrio se realizaron importantes demoliciones en la zona de la Estación Central, de Porta Nuova y de Porta Garibaldi. Se demolió la mitad norte del Corso Como y el mismo destino tuvieron los edificios en los alrededores de Via Borsieri, en el barrio Isola, donde se debía construir el nuevo eje viario, del que el Puente Bussa, por encima de la Estación de Porta Garibaldi, constituiría una parte.
El plan regulador fue publicado en dos versiones en 1955 y 1962, pero su actuación resultó particularmente difícil, tanto que se detuvo del todo a finales de los años sesenta, sobre todo por la ausencia de normativa que limitara la expansión del sector terciario en el centro histórico, que continuó inexorablemente durante las décadas siguientes. La fuerte hostilidad al proyecto de los habitantes de varios barrios y el coste insostenible de las expropiaciones hizo que la Comuna detuviera las demoliciones y abandonara la construcción de los ejes viarios.
Los mejores frutos de estos años fueron seguramente los rascacielos, como el Grattacielo Pirelli, la Torre Galfa o el Grattacielo del Comune. Sin embargo, la calidad arquitectónica global de todas las intervenciones realizadas al mismo tiempo que el plano y el desastre urbanístico del tejido en el que se insertan hicieron de toda la zona altamente incoherente, caracterizada por frecuentes fueras de escala, con calles relativamente estrechas en las cuales se elevan edificios absolutamente fuera de contexto. A esto se añade las grandes zonas vacías y degradadas, que permanecieron sin edificar durante décadas: el emblema de esto es la zona de la antigua Estación de Porta Nuova, parcialmente ocupada por el "Luna Park delle Varesine". En 1978 una modificación al plano regulador sancionó el abandono definitivo del proyecto, definiendo genéricamente la zona como "de interés público", impidiendo cualquier construcción o desarrollo de la zona.
No fue hasta 2004 cuando la Administración Comunal aprueba un nuevo proyecto llamado "Progetto Porta Nuova" (o Garibaldi-Repubblica), que preveía la construcción de la llamada Città della Moda (entre la Estación Garibaldi y la via Melchiorre Gioia), un complejo residencial y terciario en la zona ex-Varesine, y otro complejo residencial en las zonas paralizadas en el barrio Isola. En el centro de esta gran zona estaría una gran zona verde, los Giardini di Porta Nuova. El proyecto, una vez definido en sus aspectos más prácticos, comprende también algunos de los rascacielos más altos de Italia, junto con la construcción de la zona adyacente (delimitada por las calles Sassetti, Pola y Melchiorre Gioia), el Palazzo Lombardia (161 metros de altura), sede de la Región de Lombardía.

## Transporte
El Centro Direzionale está muy bien comunicado con los medios de transporte público:
- Las estaciones de trenes Central y Milano Porta Garibaldi, las más importantes de la ciudad y lugar de llegada de trenes internacionales, nacionales, regionales y suburbanos;
- El passante ferroviario, colector de las líneas suburbanas de ferrocarril, con las estaciones de Porta Garibaldi y Repubblica;
- La línea MM2 del metro, con las estaciones de Garibaldi FS, Gioia y Centrale FS;
- La línea MM3 del metro, con las estaciones de Repubblica y Centrale FS;
- La línea MM5 del metro, con las estaciones de Garibaldi FS e Isola.

Son numerosas también las líneas de transporte local de autobuses y tranvías.

## Rascacielos más altos del Centro Direzionale
| Pos. | Nombre                         | Altura de azotea/antena (m) | Plantas | Construcción            | Estado     |
| ---- | ------------------------------ | --------------------------- | ------- | ----------------------- | ---------- |
| 1    | Torre Unicredit                | 231                         | 35      | 2009 - 2011             | Construido |
| 2    | Palazzo Lombardia              | 161,3                       | 39      | 2007 - 2010             | Construido |
| 3    | Torre Solaria                  | 143                         | 37      | 2010 - 2013             | Construido |
| 4    | Torre Diamante                 | 140                         | 30      | 2010 - 2012             | Construido |
| 5    | Grattacielo Pirelli            | 127,1                       | 31      | 1956 1960 - ren. 2005   | Construido |
| 6    | Torre Breda                    | 117                         | 30      | 1954 - ren. 2009        | Construido |
| 7    | Bosco Verticale Torre E        | 111,15                      | 24      | 2009 - 2014             | Construido |
| 8    | Torre Cesar Pelli B            | 110                         | 23      | 2009 - 2011             | Construido |
| 9    | Torre Galfa                    | 109                         | 28      | 1956 - 1959             | Construido |
| 10   | Torre Garibaldi A              | 100                         | 25      | 1984 - 1992 - ren. 2012 | Construido |
| 11   | Torre Garibaldi B              | 100                         | 25      | 1984 - 1992 - ren. 2012 | Construido |
| 12   | Torre Aria                     | 100                         | 24      | 2010 - 2013             | Construido |
| 13   | Torre Servizi Tecnici Comunali | 90                          | 24      | 1966                    | Construido |
| 14   | Bosco Verticale Torre D        | 78                          | 17      | 2009 - 2014             | Construido |